# Astragalus americanus
Astragalus americanus là một loài thực vật có hoa trong họ Đậu. Loài này được (Hook.) M.E.Jones miêu tả khoa học đầu tiên.